# Костомукша-Товарная
Костому́кша-Това́рная — промежуточная грузовая железнодорожная станция Октябрьской железной дороги на 80,51 км линии Ледмозеро — Костомукша — госграница.

## Общие сведения
По объёму и сложности работы станция относится к внеклассной станции. К станции Костомукша-Товарная примыкают два перегона: Костомукша-Товарная — Костомукша-Пассажирская в нечётном направлении, однопутный перегон, полуавтоматическая блокировка. Костомукша-Товарная — Кимасозеро в чётном направлении, однопутный перегон, автоматическая локомотивная сигнализация (АЛСН).
Станция находится на территории Костомукшского городского округа Республики Карелия. Была открыта в 1979 году в составе линии Ледмозеро — Костомукша. Линия не электрифицирована, несмотря на то что от станции Кочкома до станции Костомукша-Товарная ещё в начале 2000-х годов были установлены опоры контактной сети.
Пассажирское движение:
На станции имеется остановочная платформа.
| Пригородное обращение по станции |
| -------------------------------- |
| Костомукша-Кемь №6640 (летом)    |
| Кемь-Костомукша №6639 (летом)    |
| Костомукша-Лендеры №6674/6673    |
| Лендеры-Костомукша №6671/6672    |

Станция Костомукша-Товарная выполняет следующие операции:
1) принимает и отправляет пассажирские поезда;
2) производит коммерческий и технический осмотр всех прибывающих поездов;
3) производит коммерческий и технический осмотр маршрутов с рудными грузами, строительными грузами, а также отдельных вагонов, выводимых с подъездных путей перед отправлением;
4) производит расформирование прибывающих рудных маршрутов, а также составов вывозных поездов;
5) производит текущий отцепочный и безотцепочный ремонт вагонов;
6) формирует отдельные груженые и порожние маршруты, передачи на подъездной путь ОАО «Карельский окатыш»;
7) формирует и подает к местам погрузки-выгрузки передачи вагонов на станции Костомукша-пассажирская и других грузополучателей;
8) производит расформирование вывозных поездов;
9) производит формирование поездов из выводимых с подъездного пути ОАО «Карельский окатыш» вагонов, не входящих в маршруты, в назначения согласно плану формирования;
10) производит формирование маршрутов до станции Кивиярви назначением в Финляндию и пополнение транзитом для передачи Финским железным дорогам.
Маневровая работа на станции Костомукша-Товарная выполняется тепловозами серии: М-62, ТЭМ-2.

## Путевое развитие станции
Станция Костомукша-Товарная имеет следующее техническое оснащение:
1) одиннадцать приемо-отправочных путей, работающих в четном и нечетном направлении;
2) два ремонтных пути;
3) два пути для отстоя вагонов;
4) одну маневровую вытяжку;
5) две смотровые вышки;
6) пост ЭЦ;
7) пункт подготовки вагонов
8) локомотивное оборотное депо;
9) компрессорную (для ручной обдувки стрелочных переводов и в летний период — проверки действия автотормозов в вагонах на приемо-отправочных путях).
В чётной горловине станции съездом 24-26 к пути № 3 примыкает подъездной путь ОАО «Карельский Окатыш».

## Галерея
- Станция Костомукша-Товарная
- Пути станции.